# Zoneamento Ecológico-Econômico da Amazônia (ZEE)
O Macrozoneamento Ecológico-Econômico aa Amazônia Legal (abreviado MacroZEE) é um plano da Política Nacional do Meio Ambiente do Brasil, um processo de identificação e gerenciamento das potencialidades ecológicas, econômicas e, sociais da Amazônia no território brasileiro, estabelecimento de referências para uso do espaço territorial buscando o desenvolvimento sustentável, desenvolvimento socioeconômico com a proteção ambiental.

## Histórico
O plano de zoneamento foi elaborado por discussão na Comissão Coordenadora do Zoneamento Ecológico-Econômico do Território Nacional (CCZEE) e do Grupo de Trabalho para a Elaboração do Macrozoneamento Ecológico-Econômico da Amazônia Legal, formado por representantes dos nove estados da região amazônida e, por instituições do Consórcio ZEE Brasil; realização de mesas de diálogo com representantes de segmentos da sociedade civil: agroindustrial, movimentos sociais rurais, povos tradicionais, universidades e, ONGs socioambientais. Também passou por consulta pública popular via internet, as críticas/propostas apresentadas no site foram incorporadas.
Entre os desafios enfrentados na criação do ZEE, dois processos metodológicos se destacaram: definir a abordagem convergente no âmbito da comissão CCZEE, e; estabelecer a relação do ZEE regional com os ZEEs estaduais, pois os estados da região possuem ou estão concluindo seus zoneamentos. Desafios relacionados com a ação estratégica para encaminhar as soluções dos mais importantes problemas socioambientais e econômicos da Amazônia.
Os desafios foram superados com a compreensão de que o modelo de ocupação e uso dos recursos naturais na Amazônia trouxeram desenvolvimento e bem estar à população, melhoria dos indicadores sociais na última década. Porém, a expansão da produção e a fixação de novas populações na região ocorreram de forma desordenada/insustentável e, o desenvolvimento não conseguiu incluir alguns setores da população, como as que tradicionalmente/historicamente ocupavam a região, que sofreram as consequências da exploração predatória dos recursos naturais e da violência contra os direitos humanos.
A transição para um modelo de desenvolvimento sustentável, para atender as necessidades sociais e as exigências ambientais e econômicas, ocorre pela mudança da matriz produtiva, na inclusão de critérios de sustentabilidade e, alavancar transformações radicais na organização da economia e da produção, incompatíveis com o novo modelo.
Outro ponto compreensão é de que os problemas da Amazônia afetam cada vez mais o País é até global, como as emissões de dióxido de carbono (CO2) decorrentes das queimadas/desmatamento. Porém, as dinâmicas em outras regiões também exercem influência sobre a Amazônia, como a pobreza, que leva a amobilidade de populações rurais; os mercados globais que provocam oscilações de preços nas commodities; ou a tentativa de diminuir as pressões sobre reflorestamentos fora da Amazônia; um leve aumento na temperatura global em 1 ou 2 graus Celsius, podendo alterar o fluxo hídrico e trazer perdas socio-econômicas. Assim, o foco do Macrozoneamento são as escalas nacional e regional.
Muitas das soluções no MacroZEE já estão em andamento na Amazônia e têm valorizado a dimensão territorial, com algumas estratégias voltadas para: as áreas mais antropizadas (urbanas ou rurais); as áreas onde predominam os ecossistemas naturais ainda preservados; as frentes de expansão, que são áreas que concentram as principais dinâmicas da expansão predatória.
O MacroZEE tem relação com as principais iniciativas na Amazônia e com forte legitimação política e social: Plano Amazônia Sustentável (PAS), Plano de Ação para Prevenção e Controle do Desmatamento na Amazônia (PPCDAm), Políticas de Desenvolvimento Regional (PNDR), Plano Nacional sobre Mudança do Clima (PNMC), Programa Territórios da Cidadania, Planos de Desenvolvimento Regionais, a exemplo dos Planos Marajó, BR-163 e Xingu, Programa de Regularização Fundiária da Amazônia (Terra Legal), Lei de Gestão de Florestas Públicas (lei nº 11 284/2006), o Programa de Manejo Florestal Comunitário (decreto nº 6 874/2009) e, Plano Regional de Desenvolvimento da Amazônia (PRDA).